# NGC 1429
NGC 1429 est une entrée du New General Catalogue qui concerne un corps céleste perdu ou inexistant. 
Cet objet a été enregistré par l'astronome américain Francis Leavenworth 1886 dans la constellation de l'Éridan.